# Seznam postav série Assassin's Creed
Tento článek obsahuje seznam postav ze série her, knih a komiksů Assassin's Creed. Některé jsou fiktivní, některé jsou i skutečné a historicky podložené.
Pro přehlednější orientaci použijte raději obsah.

## Postavy dle organizací

### Asasíni
- Al-Mualim (1135–1191; ve skutečnosti templář)
- Altair Ibn-la Ahad (1165–1257)
- Mario Auditore (1434–1500)
- Giovanni Auditore (1436–1476)
- Ezio Auditore da Firenze (1459–1524)
- Yusuf Tazim (1467–1512)
- Nicollo Machiavelli (1469–1527)
- Aguilar de Nerha (15. století)
- Shao Jun (1505–?)
- Edward Kenway (1693–1735)
- Adewale (1692–1758)
- Achilles Davenport (1710–1781; mentor)
- Louis-Joseph Gaultier, Chevalier de la Verendrye (1717–1760)
- Liam O'Brien (1726–1760)
- Hope Jensen (1732–1759)
- Aveline de Grandpre (1747–?)
- Connor Kenway (1756–?)
- Charles Dorian (?–1776; velmistr)
- Arno Dorian (1768–?)
- Arbaaz Mir (1800?–?)
- Henry Green (1843–?)
- Jacob Frye (1847–?)
- Evie Frye (1847–?)
- Wiliam Miles (1948–?)
- Daniel Cross (1974–2012; od roku 2000 templář)
- Shaun Hastings (?–?)
- Rebecca Crane (1984–?)
- Desmond Miles (1987–2012)
- Lucy Stillman (1988–2012; asasínka kromě posledního roku života)

### Templáři
- Al-Mualim (1135–1191; hrál asasínského mentora)
- Robert de Sable (?–1191)
- Rodrigo Borgia (1431–1503)
- Cesare Borgia (1475–1507)
- Lucrezia Borgia (1480–1519)
- Reginald Birch (1705–1757)
- Haytham Kenway (1725–1781)
- Charles Lee (1732–1782)
- Shay Cormac (1731–?)
- Francois-Thomas Germain (1726–1794)
- Elise de la Serre (1768–1794)
- Crawford Starrick (1827–1868)
- Warren Vidic (?–2012)
- Daniel Cross (1974–2012; ke konci života)

## Hlavní postavy

### Desmond Miles
Desmond Miles (1987–2012) byl současný Asasín, hlavní postava současné části her Assassin's Creed, AC II, AC: Brotherhood, AC: Revelations, AC III. Asasín moderní doby, zpočátku vězněn novodobými templáři – Abstergo Industries. Jedná se o potomka Altaira a Ezia, jejichž rodové linie se právě v Desmondovi protnou (Altair není předkem Ezia).

### Altaïr Ibn-La'Ahad
Altaïr Ibn-La'Ahad (1165–1257), syn Umara Ibn-La'Ahada, je protagonista her Assassin's Creed, Assassin's Creed: Bloodlines a knihy Assassin's Creed: Tajná křížová výprava. Objevuje se i v Assassin's Creed: Revelations

### Ezio Auditore da Firenze
Ezio Auditore da Firenze (1459–1524), hlavní postava her Assassin's Creed II, Assassin's Creed: Brotherhood a Assassins's Creed: Revelations, syn Giovanniho Auditore, je italský mentor assassínů. Je znám svým bojem proti rodu Borgiů a nalezením rovnou dvou Jablek–úlomků ráje.

### Haytham Kenway
Haytham E. Kenway (1725–1781) je znám jako: zpočátku protagonista hry Assassin's Creed III, protagonista knihy Assassin's Creed: Opuštěný a vedlejší postava ve hře Assassin's Creed Rogue. Jeho otec Edward byl, jak se také později ukáže ve hře Assassin's Creed IV: Black Flag, asasín.
Když 'neznámí' lidé podniknou útok na dům rodiny Kenwayů, Haythamův otec Edward tam zemře. Haythama se ujme Reginald Birch, 'přítel' Edwarda. Reginald byl templářem, takže Haytham je postupně vychován v tomto řádu, až se z něj stane pravý templář. Roku 1754 dostane za úkol zabít v londýnském divadle asasína, jenž vlastní amulet. Tento úkol zvládne a je poslán do amerických kolonií, kde se má nacházet skladiště první civilizace, které by podle templářů mohlo být tímto amuletem otevřeno. Po příjezdu do Bostonu se seznámí s Charlesem Lee, který mu pomáhá najít další přátele, kteří mu později pomohou hledat skladiště. S jeho spolupracovníky osvobodí chycené a zotročené muže a ženy, mezi kterými byla i indiánka Kaniethí:io (Ziio), s kterou se seznámí. Domluví se spolu, že když Haytham a jeho muži zničí armádu generála Edwarda Braddocka, který chce získat půdu, na které žije Ziio, spolu s jejím kmenem, ona mu ukáže cestu k dávnému skladišti. Plán vyjde, ale u skladiště se objeví problém, protože Haytham potřebuje k otevření ještě jakýsi další klíč kromě amuletu. Začíná Americká válka za nezávislost a Haytham na nějakou dobu odjede z Ameriky. Později, když se vrátí, zjišťuje, že Ziio je mrtvá a její vesnice je vypálena. Také postupem času zjistí že má syna Ratonhnhaké:tona (Connora), který se mu musel narodit, když byl mimo Ameriku. Connor si myslí, že vesnici nechal vypálit jeho otec, protože tam viděl Charlese Lee, o kterém věděl že je Haythamova pravá ruka. Haytham o tom ale do nedávna neměl ani tušení. Krátce na to zradí Haythama Benjamin Church, jeden z jeho „přátel“ a tak se Haytham rozhodne Benjamina zabít. Netuší ale, že Connor má zrovna ten samý úmysl, a tak se spolu oba znovu setkají a spolupracují na dopadení Benjamina Churche, kterého nakonec společnými silami dostanou a zabijí.
Connor chce zabít Charlese Leea, pomstít se za vypálení jeho vesnice a vlastně i smrt matky. V tom mu ale brání Haytham, protože Charles je jeho pravá ruka. Když je Haytham s Charlesem ve Fort George, Connor se s Haythamem utká, aby mu již nebránil v cestě k zabití Charlese. Connor nakonec zdlouhavého boje zvítězí a otce zabije. Najde jeho deník (knihu Assassin's Creed: Forsaken) a dopíše epilog.

### Connor Kenway (Davenport)
Connor Kenway (Davenport) (1756 – ?), rodným jménem Ratohnhaké:ton, často ale zván jen Connor, protože neměl otce moc v lásce, je hlavním protagonistou hry Assassin's Creed III a vedlejší postavou v knize Assassin's Creed: Opuštěný, jejíž závěr také sám „napsal“ (kniha je deníkem Haythama Kenwaye, jehož poslední řádky byly Connorem dopsány). Narozen roku 1756 v kolonizované Americe, otcem je Angličan Haytham Kenway, matkou místní indiánka Kaniehtí:io (Ziio). Když byl ještě chlapec, jeho vesnice byla vypálena templáři a jeho matka tam zemřela.
Během jeho dospívání se o něj staral Achilles Davenport, který ho také učil Assassinským zvykům. Později ho pojmenoval podle svého zesnulého syna Conora Davenporta.

### Aveline de Grandpré
Aveline de Grandpré (1747 – po 1784) je protagonistkou hry Assassin's Creed III: Liberation, jedná se o první ženskou protagonistku v sérii. Narodila se bohatému francouzskému obchodníkovi Philippe de Grandpré a africké otrokyni Jeanne. Žila v New Orleans v polovině 18. století. Stala se asasínkou a spolupracovala s Connorem.

### Edward Kenway
Pirát a později člen řádu asasínů Edward James Kenway (1693 – 1735) je hlavním protagonistou hry Assassin's Creed: Black Flag. Narozen u Bristolu, většinu života prožil na moři u Karibského moře, kde začínal jako pirát a později i jako zabiják templářů, když o nich zjistil, že oni stojí za útoky na jeho rodinu. Později se vrátil do Anglie, kde se mu narodil syn (Haytham Kenway). Nakonec byl zabit 3. prosince 1735 žoldáky za napomáhání asasínům.

### Adéwalé
Adéwalé (1692 – 1758)–bývalý pirát, v letech 1715 až 1721 sloužil jako první důstojník Edwarda Kenwaye na lodi Jackdaw (Kavka). Od roku 1720 byl právoplatný assasín. Znám ze hry Assassin's Creed IV: Black Flag a jako hlavní postava v DLC k této hře–Freedom Cry. Zabit v roce 1758 templářem Shayem Cormacem (ve hře Assassin's Creed Rogue).

### Arno Dorian
Francouzsko-rakouský asasín Arno Victor Dorian (1768 – ?) je hlavním protagonistou hry Assassin's Creed Unity a část jeho deníků je použito v knize Assassin's Creed: Jednota. Dále je protagonistou hry AC Unity: Dead Kings. Jeho život se odehrává v čase Velké francouzské revoluce, zejména v Paříži, kde více než jen podpoří Revoluci. Jeho otec byl zabit Shayem Cormacem, hlavním protagonistou hry Assassin's Creed Rogue. Arno je asasín, spolupracující s templářkou Elise de la Serre. Po její smrti se Arno odebírá do Saint-Denis.

### Shay Cormac
Shay Patrick Cormac (1731–?) je hlavním protagonistou hry Assassin's Creed Rogue. Bývalý asasín původem z New Yorku se později, v roce 1756, stal templářem. Operoval převážně v New Yorku, v Severním Atlantiku a v Říčním údolí. Je kapitánem lodi Morrigan.
Shay je synem irských imigrantů. Často se dostával do problémů, ale vždy mu pomohl jeho blízký přítel Liam. Nějaký čas později představil Liam Shaye jeho mentorovi Achillesovi a přivedl ho do asasínského bratrstva. V roce 1752 (zde začíná příběh hry Assassin's Creed Rogue), když jsou na misi v Severním Atlantiku zachránil zajatce královského námořnictva, přičemž získal jejich loď zvanou Morrigan, se kterou pak strávil značnou část svého života. Poté zabil Charlese Doriana–otce Arna Doriana.
Po nějakém čase je vyslán roku 1755 na misi do Lisabonu. V kostele objevil skrytou cestu k artefaktu, ale když ho vzal, začalo v Lisabonu zemětřesení spuštěné artefaktem (reálná událost z historie). Shay viděl kolem sebe umírat obyvatele a celé město v chaosu. Rozhodl se, že už asaínům neumožní pokračovat ve vyhledávání artefaktů a že ukradne manuskript. Byl nucen vyskočit z okna a dále utíkat asasínům, snažících se ho zastavit. Když dorazil na útes vysoko nad mořem a nebylo jiné cesty, jeho známí k němu dorazili. Shay byl rozhodnut skočit dolů a byl střelen Chevalierem do ramene (Shay si myslel, že to byl Liam). Po neurčitém časovém úseku byl zachráněn dobrými lidmi a začala jeho dráha templáře zpočátku po boku Colonela Monroa.

### Jacob Frye
Jacob Frye (1847–?) je hlavním protagonistou hry Assassin's Creed Syndicate. Má staršího sourozence–dvojče Evie Frye. Jedná se o britského asasína, aktivního v Londýně během Viktoriánské éry. Spolu s Evie vedou gang zvaný Havrany ale ve hře věže kvůli překladu. Jacob je v kontaktu s Charlesem Dickensem a Charlesem Darwinem.

### Evie Frye
Dame Evie Frye (narozena 1847) byla Master Assassin z Britského bratrstva, působící v Londýně během viktoriánské éry, a starší dvojče Jacoba Frye.
Byla také členkou Řádu posvátného podvazku a prateta Lydie Fryeové.
Evie pocházející z Crawley. Evie a její bratr cestovali do Londýna, aby osvobodili Londýn z područí templářů a pomohli chudým. Aby toho dosáhli, založili s Jacobem Rooks, zločinecký syndikát, který se postavil proti Blighterům podporovaným templáři. Zatímco Jacob se soustředil na eliminaci cílů, které byly zásadní pro operace velmistra Crawforda Starricka, Evie pronásledovala Shroud of Eden, artefakt První civilizace ukrytý ve městě. Při tom se pravidelně dostávala do konfliktu s Lucy Thorne, zástupkyní Starricka a expertkou na Kousky ráje
Raný život
Evie se narodila čtyři minuty před svým bratrem Jacobem. Kvůli smrti jejich matky Cecily po porodu byla dvojčata do šesti let vychovávána jejich babičkou v Crawley, poté je otec Ethan Frye vycvičil ve způsobech asasínů. Evie si libovala v lekcích svého otce a na rozdíl od bezstarostného Jacoba se specializovala na plánování a výzkum Bratrstva a Kousek ráje. V letech dospívání Evie Využila svých schopností ke špehování rozhovorů Ethana a přítele jeho otce George Westhouse o Bratrstvu a předala tyto informace svému bratrovi. Na začátku své kariéry asasínky zavraždila Evie svůj první cíl, hrubého majitele mlýna byl nakonec nahrazen Assassinem. Po smrti svého otce v roce 1868 se dvojčata spojila s Georgem Westhousem v Croydonu, aby odstranili templářskou hrozbu Ruperta Ferrise a Davida Brewstera. Po průzkumu a plánech svého útoku na nádraží Starrick and Cp. Evie nasadila odklon odpojením vagonů vlaku, aby infiltrovala Brewsterovu laboratoř a získala od něj templářské okultisky Lucy Thorne rajské jablko.
Příchod do Londýna
Dvojčata dorazila do Whitechapelu a rozhodla se vyhledat vůdce asasínů Henryho Greena, který je seznámil s templářskou kontrolou nad Londýnem. Evie odporovala bratrovu návrhu ve vytvoření gangu zvaného Rooks, aby vyzval Blighters, místo toho navrhla obnovit Pieces of Eden. Trio narazilo na spisovatele Charlese Dickense a kriminálníky Blightera. Evie se připojila ke svému bratrovi v řízení kočáru, aby je rozptýlila při pronásledování Henryho a zničila přitom kočáry Blighters. Po návratu do Henryho obchodu Assassini probrali své kontakty ve městě.
Později se v zapadlé uličce setkali s přestrojeným Frederickem Abberlinem, náčelníkem služby metropolitní policie. Abberline jim dal seznam pozoruhodných členů Blighters, které unesli. Poté Evie a Jacob kontaktovali svou mladou spojenkyni Claru O'Dea v Babylon Alley, aby jim poskytli informace výměnou za osvobození dětí od práce v továrnách. Po odstranění zbytku Blighters a kontroly jejich vůdce Rexforda Kaylocka nad Whitechapel, duo vytvořilo Rooks.
Assassins převzali vlastnictví bývalého vlaku Blighters, udělali z něj svůj úkryt a spojili se s Agnes MacBean, která jí poskytovala finanční služby. Jacob a Evie dále cestovali do Southwarku, aby se setkali s Alexandrem Grahamem Bellem, společníkem Henryho Greena, aby opravili zlomený vystřelovač a připevnili ho ke svým držákům na zápěstí.
Pozdější život
Nakonec se Evie stala pratetou Jacobova vnuka Lydie Fryeové. Zodpovědnost za výcvik mladého Frye připadla Evie a jejímu bratrovi. Po vypuknutí první světové války v roce 1914 byli Jacob a Evie přemístěni do bezpečí venkova, zatímco Lydia zůstala v Londýně, aby chránila město před německými špiony a templářskými agenty.
Dědictví
Eviina DNA byla nějakým způsobem získána Abstergem před listopadem 2015 kvůli jejímu zapojení do jednoho z Rájských rubášů, které Abstergo zamýšlelo použít v projektu Phoenix, a prozkoumány jedním z Abstergových analytiků, aby našel umístění rubáše. To umožnilo jeho zotavení po boji s Assassiny v trezoru Buckinghamského paláce.
Kousky ráje
Ačkoli většina druhů Kusů ráje, jako jsou jablka a palice z ráje, byla využívána jako nástroje, jimiž mohlo být lidstvo ovládáno, jiné se od tohoto účelu odchýlily. Swords of Eden jsou primárně zbraně schopné vysílat energetické výboje, zatímco Shrouds of Eden jsou lékařské povahy, určené k léčení i těch nejsmrtelnějších zranění. Různorodé funkce zařízení se rozšiřují dále: mnohá z nich jsou schopna přizpůsobit myšlenky jednoho nebo více jedinců myšlenkám uživatele, promítat iluze nebo skrývat přítomnost uživatele. Od konce civilizace Isu získala tato zařízení, objevující se v rukou lidí, status legendárních relikvií fenomenálních vlastností. Značně zastiňuje technologickou úroveň lidské civilizace.

### Shao Jun
Shào Jūn (1505 – ?), členka čínských Asasínů, je protagonistkou krátkého animovaného filmu Assassin's Creed: Embers. Potom dále také vedlejší postava v závěru hry Assassin's Creed: Revelations a knihy Assassin's Creed: Odhalení.Také je ve hře Assassin's Creed Chronicles: China.

### Nikolaj Orelov
Nikolaj Andrejevič Orelov (cca 1890 – 1928) byl členem ruských Asasínů na přelomu 19. a 20. století. Je hlavním hrdinou komiksů AC: The Fall a AC: The Chain a protagonistou hry Assassin's Creed Chronicles: Russia. Je pradědem Daniela Crosse.

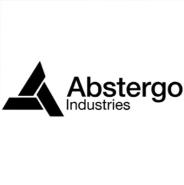
Logo Absterga

### Daniel Cross
Daniel Cross (1974 – 2012) byl spící agent Absterga v řadách asasínů. Nachází se ve hře Assassin's Creed III a je pravnukem Nikolaje Orelova. Je odpovědný za smrt moderního asasína známého jako Mentor. V roce 2012 zajal Desmonda Milese a přivedl ho do Absterga. Nakonec byl Daniel Desmondem zabit.

## Další postavy

### Středověk (Blízký východ, 1100–1300 n. l.)

#### Al Mualim
Rašíd ad-Dín Sinan (1135 – 1191), známý spíše jako Al Mualim (v arabštině Učitel), či jako Stařec z hor byl Mentorem Levantských Asasinů. Prosazoval naprostou oddanost Řádu, navzdory vlastnímu přesvědčení. Poslal Altaïra zabít jeho známých Devět cílů.

#### Abbas Sofian
Abbás Sofian (1166 – 1247) byl členem Levantského bratrstva Asasínů. Vyhnal Altaïra z řádu. Je odpovědný za úpadek řádu ve 13. století.

#### Malik Al-Sayf
Malik Al-Sayf (1165 – 1228) byl člen Levantského bratrstva Asasínů, protivník a později nejlepší přítel Altaïra ibn La-Ahada.

#### Maria Thorpe
Maria Thorpe (1161 – 1228) byla nejprve Templářkou, později Asasínkou Levantského bratrstva Asasínů. Stala se manželkou Altaïra a matkou jeho dvou synů.

### Gotika (Španělsko, 1100–1500 n. l.)

#### Aguilar de Nerha
Člen španělského bratrstva asasínů v 15. století. Hlavní hrdiny filmu Assassin's Creed. Je vyzbrojen dvěma skrytýmy čepelemi. Jedná se o vzdáleného předka Calluma Lynche. Provedl skok důvěry ze sevillské katedrály.

### Renesance (Itálie a Blízký východ, 1400–1600 n. l.)

#### Giovanni Auditore da Firenze
Otec Ezia, Giovanni Auditore (1436 – 1476), známý ze začátku hry a knihy Assassin's Creed II, ale i z hraného půlhodinového filmu Assassin's Creed Lineage. Předchůdce asasínského mistra, jeho bratra, Maria Auditoreho (viz níže). Zrazen a odsouzen Ubertem Albertim, jeho „přítelem“ z Florencie.

#### Claudia Auditore da Firenze
Claudia Auditore (1461 – ?)–sestra Ezia, v Assassin's Creed: Brotherhood se také stane členkou asasínského řádu. Vyskytuje se ve všech třech dílech s Eziem–AC II., AC: Brotherhood i AC: Revelations.

#### Mario Auditore da Monteriggioni
Strýc Ezia a bratr Giovanniho–Mario Auditore (1434 – 1500). Po brzké smrti Giovanniho nastoupí na jeho místo jako asasínský mistr a přijme k sobě Ezia, aby ho mohl vycvičit. Důležitá postava v Assassin's Creed II a vedlejší v Assassin's Creed: Brotherhood.

#### Cristina Vespucci
Cristina Vespucci (1459 – 1498) (v knihách „Calfucci“) byla milenkou Ezia Auditore.

#### Niccolò Machiavelli
Niccolò di Bernardo dei Machiavelli (1469 – 1527) byl Italský filozof, spisovatel a Asasín. Byl Mentorem Italských Asasinů před Eziem.

#### Yusuf Tazim
Júsuf Tazim (cca 1467 – 1512)–vůdce asasínů v Konstantinopoli (Istanbulu), znám z hry a knihy Assassin's Creed: Revelations. Daroval Eziovi tzv. hookblade (háková čepel).

#### Sofia Sartor
Sofia Sartor (1476 – ?), knihovnice v Istanbulu, později se stala manželkou Ezia Auditore, se kterým měla dvě děti: Flavia a Marcello.

### Koloniální doba (Amerika, 1600–1800 n. l.)

#### Černovous
Edward Thatch (cca 1680 – 1718, známý jako Černovous) byl nechvalně známý pirát a kapitán Pomsty královny Anny. Byl Jedním ze spoluzakladatelů pirátské republiky v Nassau. Zároveň se jedná o bájnou a velmi pravděpodobně skutečnou postavu (Černovous).

#### Adéwalé
Adéwalé (1692 – 1758), hlavní hrdina AC IV: Freedom Cry, byl původně otrok z Trinidadu. Po setkání s Edwardem Kenwayem se z něj stává první důstojník na Edwardově lodi, Kavce (Jackdaw).Byl zabit Shayem Cormacem hlavním propagonistu hry Assasin's Creed Rogue.

#### Reginald Birch
Reginald Birch (1705 – 1757), známý Edwarda Kenwaye, vychovatel Edwardova syna Haythama, velmistr evropské větve templářského řádu.

#### Kaniehtí:io (Ziio)
Kaniehtí:io (1731 – 1760, zkráceně Ziio), je matka Connora. Vedlejší postava hry Assassin's Creed III a knihy Assassin's Creed: Forsaken. Díky ní dokáže Haytham Kenway nalézt skladiště první civilizace.

#### Achilles Davenport
Achilles Davenport (1710 – 1781)–asasín, narozen v Karibiku. Vyskytuje se ve hře Assassin's Creed III a v knize Assassin's Creed: Forsaken: V roce 1769–v jeho 59 letech, potká mladého Connora, kterého vycvičí a stane se jeho mentorem. Nakonec zemře stářím. Dále se vyskytuje ve hře Assassin's Creed Rogue: mladší Achilles je mentorem Shaye Cormaca. V závěru hry mu Haytham Kenway prostřelí koleno.

### Období francouzské revoluce (Francie, přelom 18. a 19. století)

#### Élise de la Serre
Élise de la Serre (1768–1794), dcera templářského velmistra Françoise de la Serre a nevlastní sestra Arna Doriana. Známá ze hry Assassin's Creed Unity a vypravěčka knihy Assassin's Creed: Jednota. Zemřela v boji proti Thomasovi Germain.

#### Pierre Bellec
Pierre Bellec (1741–1791)–narozen v Kanadě. Člen francouzského bratrstva asasínů a mentor Arna Doriana. Poprvé potkal Arna, když byli oba zatčeni ve vězení v Bastile. Zabil jedem stávajícího asasínského mentora a proto byl zabit Arnem Dorianem v Paříži.

#### Maximilien de Rebespierre
Jako jedna ze skutečných postav ve hře Assassin's Creed Unity se objevuje právě Maximilien de Robespierre. Žil v letech 1758–1794. Byl to francouzský politik a člen templářského řádu.

#### Napoleon Bonaparte
Napoleon Bonaparte (1769–1821) byl korsický vojenský a politický vůdce, který zpočátku vládl v letech 1799–1804 jako první konzul Francie a v letech 1804 až 1815 jako císař. Nalezl pomocí Arna Jablko.

### 19. století

#### Arbaaz Mir
Arbaaz Mir byl člen indického bratrsva asasínů v raném 19. století, v období císařství Sikh. Je protagonistou komiksu AC: Brahman a hry Assassin's Creed Chronicles: India.

#### Henry Green
Henry Green (1821–?), narozen jako Jayadeep Mir byl syn Arbaaze Mira. V roce 1868 se stal vůdcem britských asasínů. Byl mentorem Jacoba a Evie Frye v Londýně během průmyslové revoluce. Jedná se o protagonistu knihy AC: Podsvětí a zároveň o vedlejší postavu hry Assassin's Creed Syndicate.

### Současnost (20. a 21. století)

#### Lucy Stillman
Lucy Stillman (1988 – 2012) byla až do roku 2011 členkou asasínů, když v tomto roce tajně přešla na stranu Absterga. Jedná se o přítelkyně Desmonda Milese. Desmond ji nakonec zabije. Vyskytuje se ve hrách od AC I do AC: Revelations.

#### Rebecca Crane
Rebecca Crane (1984–?) je současná asasínka sloužící jako technická podpora pro Animus 2.0. Vyskytuje se ve hrách od AC II do AC IV: Black Flag (také v AC Syndicate).

#### Shaun Hastings
Shaun Hastings je současný asasín pomáhající Desmondovi v Animu. Spolupracuje s Rebeccou. Vyskytuje se od hry Assassin's Creed II.